# Acanthothoraci
Gli acantotoraci (Acanthothoraci) sono un piccolo gruppo di pesci estinti, appartenenti ai placodermi. Vissero esclusivamente nel Devoniano inferiore (395-380 milioni di anni fa), i loro resti sono stati rinvenuti in quasi tutto il mondo.

## Descrizione
Superficialmente questi animali ricordavano le attuali chimere (Holocephali), ma se ne differenziavano per via della presenza di grandi spine che emergevano dal petto (da qui il nome dell'ordine, che significa “petto spinoso”), piastre gnatali al posto dei denti e il tipico bulbo oculare dei placodermi, rinforzato da una struttura ossea. L'aspetto degli acantotoraci ricordava vagamente quello di artrodiri poco corazzati o (in alternativa) di ptictodonti dalla robusta armatura. Si distinguevano dagli altri placodermi per dettagli dell'anatomia cranica e della configurazione delle placche craniche e toraciche, uniche di questo ordine.

## Ritrovamenti fossili
Fossili di acantotoraci sono stati ritrovati in tutto il mondo, in numerosi depositi del Devoniano inferiore. La famiglia dei paleacantaspidi è stata rinvenuta principalmente in Europa e in Canada, mentre i weejasperaspidi sono stati ritrovati esclusivamente in Australia sudorientale. A causa delle notevoli specializzazioni riscontrate negli acantotoraci del Devoniano inferiore, molti paleontologi pensano che questi animali si fossero evoluti in un periodo precedente, durante il Siluriano; la mancanza dei fossili di queste antiche forme potrebbe essere spiegata con il fatto che gli acantotoraci primitivi vivevano in ambienti inadatti alla fossilizzazione.

## Ecologia
Da quello che si può supporre tramite il ritrovamento delle piastre gnatali, il ruolo ecologico degli acantotoraci era simile a quello delle attuali chimere: questi animali con tutta probabilità si cibavano di conchiglie e altri organismi a guscio duro. La competizione con un altro gruppo di placodermi con abitudini simili, gli ptictodonti, potrebbe essere stata una delle cause della loro estinzione, avvenuta prima del Devoniano medio.

## Filogenesi
Si pensa che gli acantotoraci fossero tra i placodermi più primitivi (tranne forse Stensioella e gli pseudopetalittidi). Gli acantotoraci sono classicamente divisi in due famiglie: Palaeacanthaspidae e Weejasperaspididae. L'anatomia della scatola cranica dei vari componenti dei Palaeacanthaspidae suggerisce che questa famiglia fosse in realtà un gruppo parafiletico, costituito da animali via via più evoluti e dalle caratteristiche simili a quelle di altri gruppi di placodermi. I Weejasperaspididae, invece, sembrerebbero essere un gruppo monofiletico. Si pensa che i membri di questa famiglia fossero tra i placodermi più primitivi.